# Mà guidoniana

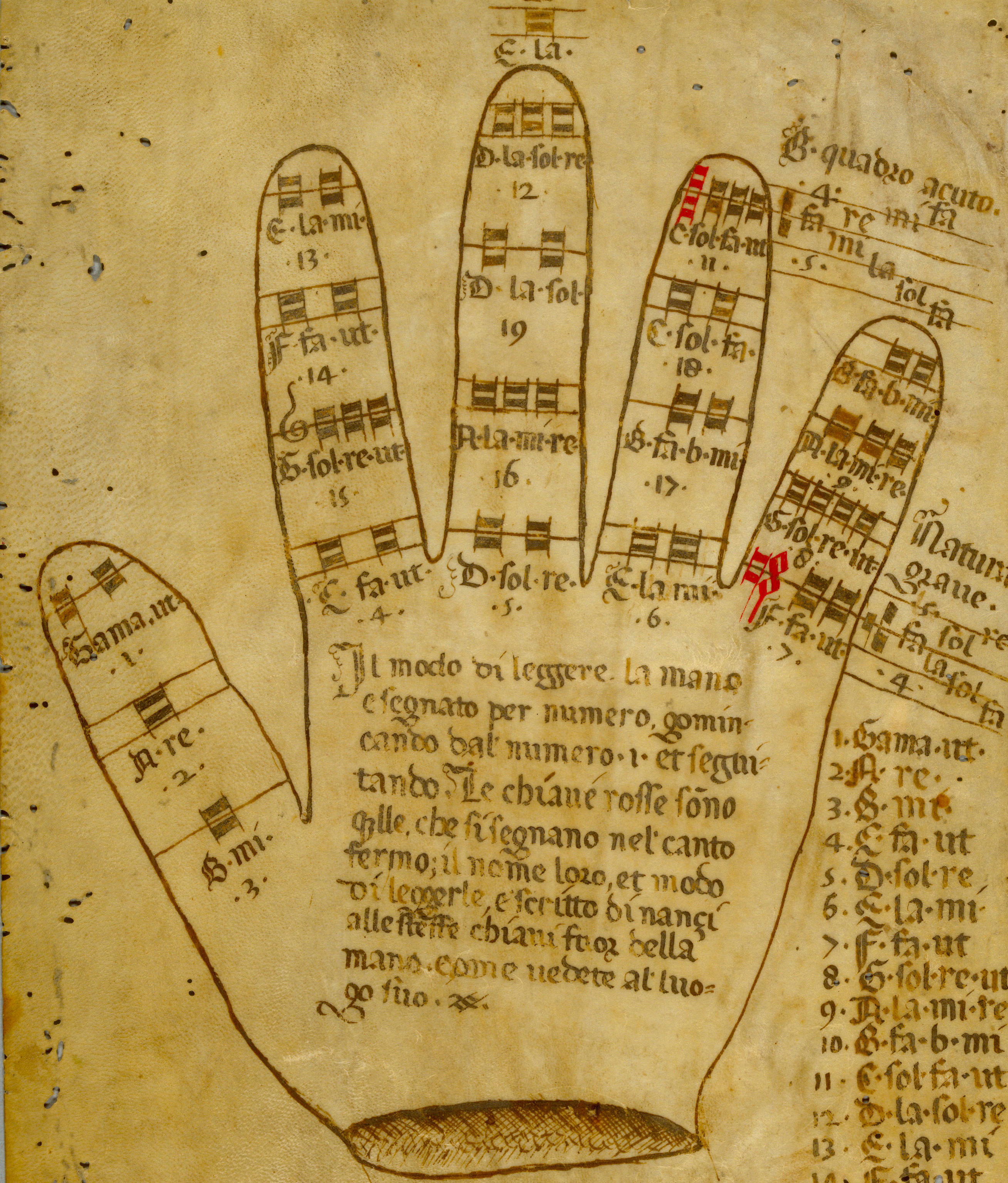
Mà guidoniana en un manuscrit medieval

La mà guidoniana, en música medieval, fou una regla mnemotècnica, i la seua representació pictòrica o escultòrica, usada per ajudar els cantants a llegir a primera vista. Algunes formes d'aquest sistema varen poder ser utilitzades per Guido d'Arezzo, musicòleg medieval, autor de la denominació do-re-mi-fa-sol, del tetragrama i de diversos tractats sobre teoria de la música: d'aquí el seu nom.
La mà apareix en diversos manuscrits abans de l'època de Guido com a eina per a trobar els semitons. Sigebrtus Gemblacensis (c. 1105) va descriure com Guido utilitzava les articulacions de la mà per ajudar en l'aprenentatge del seu hexacord. D'altra banda, la mà guidoniana apareix molt relacionada amb les noves idees de Guido sobre l'ensenyament musical, incloent l'ús d'hexacords i de la solmització.
El concepte de mà guidoniana consisteix en representar cada porció de la mà amb una nota específica dins de l'hexacord, amb una tessitura propera a les tres octaves des de "Γ  ut " (és a dir, "Gamma  ut ", la contracció «gamut» pot referir-se a la palma completa) fins a la "E ". En altres paraules, des del Sol més baix de la moderna clau de Fa fins al mi superior de la moderna clau de sol. Per ensenyar el sistema, el mestre indica una sèrie de notes sobre el palmell de la mà i l'estudiant ha d'entonar en conjunció amb el solfeig i els gestos utilitzats.
Han existit una sèrie de variacions en la posició de les notes sobre la mà: en l'exemple de la figura les notes del  gamut  se sobreposen mentalment sobre les articulacions i tous dels dits de la mà esquerra. Així, «gamma  ut » era la punta del polze, «Re» a l'interior de l'artell del polze, «El mi» l'articulació de la base del polze, etc.
El sistema permetia visualitzar la posició dels semitons, i les posicions de l'hexacord, les notes  ut re meu fa sol la  es van prendre l'himne  Ut queant laxis .